# CGTN
CGTN (englisch China Global Television Network, früher bekannt als CCTV-News oder CCTV-9) ist ein chinesischer Auslands-Fernsehsender. 

## Geschichte und inhaltliches Profil
CGTN ging am 25. September 2000 auf Sendung und wird in Peking betrieben, richtet sich dabei an einen Überseemarkt. Das Programm gehört zur staatlich kontrollierten China-Central-Television-Sendergruppe und konzentriert sich überwiegend auf Nachrichten und Dokumentationen aus Asien und der Volksrepublik China. Der Sender steht unter der Kontrolle der Öffentlichkeitsabteilung der Kommunistischen Partei Chinas. Es gilt somit als Sprachrohr der chinesischen Regierung und wurde als „Teil ihrer Propagandamaschinerie“ bezeichnet.
CCTV-News sendet weltweit ein Nachrichtenprogramm in englischer Sprache und ist über Satellit (Hotbird, Astra), in den Kabelnetzen von Unitymedia sowie im Internet per Video-Livestream frei empfangbar (Website, Livestation). Die Praxis von CGTN ähnelt der der Selbstzensur im maoistischen China und verstößt nach Ansicht von Kritikern gegen Bestimmungen des Hochkommissariats der Vereinten Nationen für Menschenrechte.
Seit 2018 wurden aufgrund der Veröffentlichung falscher oder erzwungener Geständnisse durch CGTN beim Office of Communications (Ofcom; britische Regulierungsbehörde für Telekommunikation) Beschwerden eingereicht. Bei mindestens einer der Beschwerden kam das Ofcom zu dem Schluss, dass der Sender gegen die Rundfunkregeln verstoßen hatte, dabei reichen die möglichen Strafen von einer Geldstrafe bis zu einem Rundfunkverbot. Tatsächlich wurde ein Verbot in Erwägung gezogen; in der Vergangenheit wurde bislang einem iranischen Sender aus ähnlichen Gründen die Rundfunklizenz entzogen. Man hat beim Sender auch Verstöße gegen die britischen Rundfunkvorschriften in Bezug auf die Berichterstattung über die demokratischen Proteste in Hongkong im Zeitraum 2019–2020 festgestellt. CGTN hatte wiederholt versäumt, die Standpunkte von Demonstranten gegen die Zentralregierung in Peking richtig oder überhaupt darzustellen.
Am 4. Februar 2021 wurde CGTN durch Ofcom die Rundfunklizenz entzogen. Zur Begründung hieß es, der Inhaber der Lizenz trage nicht die redaktionelle Verantwortung für die Inhalte von CGTN. Dies verstoße gegen britische Rundfunkgesetze. China hatte deshalb beantragt, die Lizenz auf eine andere Körperschaft zu übertragen. Das Ofcom lehnte das ab, weil dieses Unternehmen der Kontrolle der Kommunistischen Partei Chinas unterstehe, was mit britischem Recht nicht vereinbar sei. Man habe CGTN viel Zeit zur Klärung gegeben. Nur eine Woche später entzog die chinesische Medienaufsicht dem britischen Sender BBC World News die Sendelizenz. Aufgrund des 1989 vereinbarten Abkommens über grenzüberschreitendes Fernsehen in der EU war wenige Wochen nach dem Lizenzentzug in Großbritannien der Sendebetrieb von CGTN über einem „Umweg“ mit französischer Lizenz wieder möglich.